# Wim Koevermans
Wilhelmus Jacobus „Wim“ Koevermans (* 28. Juni 1960 in Vlaardingen) ist ein ehemaliger Fußballspieler aus den Niederlanden. Er spielte für FC Vlaardingen, Fortuna Sittard und FC Groningen. Er lief einmal für die niederländische Fußballnationalmannschaft auf und nahm mit ihr an der Fußball-Europameisterschaft 1988, welche sie später gewann, teil. Koevermans arbeitete bis Juni 2012 beim irischen Fußballverband, bevor er am 15. Juni das Amt des indischen Nationaltrainers übernahm.